# Longchamp (entreprise)
Pour les articles homonymes, voir Longchamp.
Longchamp est une entreprise française de maroquinerie, fondée à Segré, en 1948 par Jean Cassegrain.
L'entreprise est connue pour ses sacs à main en cuir et en toile, ses articles de voyage, ses accessoires de mode et plus récemment son prêt-à-porter. La marque est aujourd’hui distribuée dans plus de 300 boutiques dans le monde. La maison est toujours détenue et dirigée par la famille Cassegrain.
Elle compte notamment parmi ses égéries Kendall Jenner, Lily Cole, Alexa Chung  ou encore Kate Moss.

## Histoire

### Origines
Dans les années 1930 et 1940, Jean Cassegrain et sa femme Renée tiennent la civette familiale « le Sultan » située Boulevard Poissonnière à Paris,. Jean Cassegrain se positionne alors sur une niche : les pipes à tabac haut de gamme. Confronté à un important stock de pipes, il décide de les gainer avec du cuir, lançant ainsi un nouveau produit sur le marché.
Pour les fabriquer, il utilise des cuirs raffinés, aussi bien classiques (cuir de vachette et de chevreau) qu’exotiques comme le crocodile. Ces modèles renouvellent l'intérêt de la clientèle. Particulièrement appréciés des soldats des troupes alliées, ils sont peu à peu vendus dans les magasins qui approvisionnent les bases américaines à travers le monde et deviennent des objets de luxe. Les ventes de ces pipes gainées de cuir explosent.
Dans les années 1950, l'entreprise, qui commercialise des produits pour fumeurs comme des étuis à cigarettes, s'oriente peu à peu vers la petite maroquinerie et confectionne des accessoires en cuir tels que des pochettes, des trousses de toilette ou encore des portefeuilles. Petit à petit, la marque délaisse les articles pour fumeurs pour se consacrer à la maroquinerie.
Pour exporter ses produits, le chef d'entreprise fonde la société Jean Cassegrain et Compagnie. Il souhaite alors apposer sa marque sur ses produits. Mais son nom est déjà utilisé par un membre de sa famille,.
Lorsqu'il se rend dans ses ateliers de production, Jean Cassegrain passe à côté de l’un des derniers moulins de Paris, au bout du célèbre hippodrome de Longchamp. Il fait alors le rapprochement entre le moulin, qui est l'endroit où l'on « casse le grain » et l'étymologie de son nom de famille. L'image d'un moulin, en référence au nom de famille du buraliste, est envisagée, mais le logo est utilisé par un proche.
La proximité géographique entre le moulin et le champ de courses de Longchamp, fait le lien entre l’univers équestre et ses fournisseurs en maroquinerie. Jean Cassegrain a alors l'idée d'utiliser le nom « Longchamp » pour désigner sa marque.
La marque Longchamp naît en 1948,,.
Le logo de la marque, un cheval de course au galop s'inspirant de gravures anglaises de la fin du XIXe siècle, est dessiné par Turenne Chevallereau,.

### Le début de la maroquinerie
Longchamp se lance officiellement dans la maroquinerie en 1955.
À l'époque, l'immeuble familial qui abrite la civette au rez-de-chaussée, et les appartements des fondateurs Jean et Renée au quatrième étage, accueille aussi des artisans au dernier niveau.
Rapidement, Jean Cassegrain souhaite augmenter la capacité de production de Longchamp. Soucieux de la qualité des cuirs et de la fabrication des pièces, il fait appel à un couple d'artisans de Segré près d'Angers en Maine-et-Loire. Émile et Marie-Louise Allet, ainsi que leur dizaine d'ouvrières commencent à fabriquer divers articles pour la marque.
Quelques années plus tard, Longchamp rachète le petit atelier qui devient le centre de production de la marque,.

### Développement international
Dans les années 1960, la marque parie sur l'explosion du trafic aérien. Le président de Gaulle inaugure l'aéroport d'Orly Sud en 1961, qui devient un lieu très fréquenté. Jean Cassegrain décide d'y installer une boutique pour vendre sa ligne de bagages. Vendre des bagages dans un aéroport est surprenant à l'époque, mais Jean Cassegrain reste sûr de son succès.
Avec cette boutique, Longchamp fait son entrée sur le marché du duty free avant l'explosion de celui-ci. Les ventes décollent immédiatement permettent d'associer l'image de la marque au voyage et à l'aviation. Parallèlement, Philippe, le fils aîné de Jean, s'attaque à de nouveaux marchés en étendant la commercialisation dans plusieurs pays dont les États-Unis.
Jean Cassegrain meurt en 1972. Son fils Philippe prend alors la direction de l'entreprise familiale.
La marque est présente au Japon à partir de 1970 et ouvre une boutique à Hong Kong neuf ans plus tard. C'est au Japon que le premier sac à main de la marque est lancé.

### Bagages
Philippe Cassegrain décide au début des années 1970 d'investir le marché du bagage et des sacs. Une des innovations de la marque est d'utiliser la toile de nylon, jusque-là destinée à un usage militaire, pour obtenir des sacs plus légers. Longchamp dévoile ainsi une nouvelle ligne de bagages qui aura un impact majeur sur l’avenir de la maison. Ces sacs, en cuir et toile de nylon se veulent plus légers et souples que d'autres modèles contemporains. L’un de ces nouveaux bagages, l’Xtra bag, a la particularité de se plier pour tenir dans une petite pochette.
C'est précisément cette collection et ce modèle qui inspireront le concept du sac Le Pliage, commercialisé en 1993.
En 1978, les pipes font une dernière apparition dans le catalogue de la marque. Puis, Longchamp arrête leur production pour se consacrer exclusivement à la maroquinerie, en particulier à destination de sa clientèle féminine.
La ligne LM, désignant Longchamp Maroquinerie, est commercialisée un an plus tard. Le LM, dessiné par Philippe Cassegrain, est le premier sac à main féminin de la marque et est destiné au marché japonais. Dès lors, Longchamp se consacre aux sacs à main.
Le sac LM rencontre un succès immédiat. Il permet à la marque de faire son entrée dans le monde de la maroquinerie féminine. Ce succès est confirmé par d'autres lancements comme en 1980 avec le Veau Foulonné ou encore la collection Derby en 1982, ce qui permet à la marque de se faire connaître à l'international.

### Le Pliage
C'est en 1993 que Longchamp lance un nouveau modèle de sac : Le Pliage. La marque est alors loin d'imaginer qu'il deviendra son plus gros succès,,, et le sac le plus vendu au monde.
Le Pliage se caractérise par une forme en trapèze, une toile légère et généralement de couleur vive en nylon, et des anses en cuir de Russie,. Il est doté d'un rabat avec un bouton-pression et deux poignées. Inspiré par l’art japonais de l’origami, il se plie et se déplie facilement.
De retour du Japon, Philippe Cassegrain, passionné d'origami, dessine Le Pliage. Le modèle descend de l'Xtra bag, le bagage d'appoint pliable léger, fabriqué en toile de nylon et cuir de Russie, lancé dans les années 1970.
En 2003, la marque propose aux clients de créer leur modèle sur mesure. Plus tard, le sac se décline dans un cuir métis lisse et souple, aussi facile à plier que son précurseur.
À l'occasion des 20 ans du sac, Le Pliage Héritage, une version qualifiée d'ultra luxe du modèle, voit le jour en 2014,.
Pour maintenir l'engouement des clientes, Longchamp lance six nouvelles couleurs tous les six mois, en plus des six basiques. Des séries limitées sont conçues en collaboration avec des artistes ou des designers comme Sarah Morris ou encore Jeremy Scott.

### Années 1990 à aujourd'hui
Dans les années 1990, la marque commercialise des sacs, mais aussi des gants, des foulards, des cravates. En 1993, parallèlement au sac Le Pliage, Longchamp lance la ligne Roseau en cuir de vachette lisse ou façon crocodile ornée de détails évoquant le bambou. Ce modèle est aujourd'hui encore l'un des plus vendus par la marque avec Le Pliage.
Au cours de la première décennie du XXIe siècle, Longchamp connaît une croissance très forte. La marque élargit sa gamme de produits et propose des accessoires, des chaussures, des bijoux... Son chiffre d’affaires est multiplié par quatre.
La marque intègre également le Comité Colbert en 2001, qui vise à promouvoir le luxe français.
Longchamp lance une collection de prêt-à-porter en 2006. Tous les six mois, la maison dessine une centaine de nouveaux modèles et assure un taux de renouvellement de 50 % des collections.
En 2012, la marque lance la collection de chaussures Longchamp Souliers.
En 2016, la famille Cassegrain est toujours à la tête de l'entreprise, avec Philippe Cassegrain pour président.
Le 29 novembre 2020, Philippe Cassegrain meurt après avoir contracté le coronavirus à l'âge de 83 ans.

## Activité

### Savoir-faire
La maison décroche le Label Entreprise du patrimoine vivant en 2007 qui distingue les entreprises françaises au savoir-faire artisanal et industriel d’excellence.
Chaque sac est dessiné par l'équipe de stylistes de Longchamp à Paris, puis le prototypage commence.
Quatre à cinq prototypes sont réalisés avant de lancer la production. La fabrication de chaque sac à main est détaillée dans un dossier technique. À chaque sac correspondent des outils spécifiques. Le dossier technique détaille les outils nécessaires, les emporte-pièce à utiliser pour la confection du modèle.
Si la majorité des peaux utilisées pour confectionner les sacs vient de France, d'autres cuirs proviennent d'Italie, des Pays-Bas, d'Espagne et d'Amérique du Sud.
Lors de la phase de production, un artisan étale le cuir et sélectionne un emporte-pièce qui servira à découper les pièces de cuir avec précision.
Certaines pièces sont embossées, autrement dit gravées à chaud, pour faire apparaître le logo de la marque et apporter du relief. À chaque cuir correspondent une force et une température afin d'obtenir une gravure nette. Le réglage est effectué manuellement.
Toutes les pièces sont ensuite transmises aux différents ateliers où le sac est assemblé. Avant cette étape d'assemblage, les peaux sont "appariées", c'est-à-dire choisies en fonction de leur grain. Seules celles qui présentent le même grain sont assemblées, afin d'obtenir un sac au rendu harmonieux.
Puis, les pièces sont piquées, collées, teintées... La doublure et les poches sont ajoutées, les bordures sont rabattues, les glissières ajustées, etc. Une fois terminé, le sac est examiné par le service contrôle. Puis, il est envoyé dans une zone de stockage avant d'être expédié dans l'un des 1 500 points de vente.

### Production
Dans les années 1950, Jean Cassegrain confie le soin à un couple d'artisans, Émile et Marie-Louise Allet installés à Segré en Maine-et-Loire, une région réputée pour le travail du cuir, de confectionner les produits de la marque. Longchamp rachète le petit atelier en 1956 qui devient le centre de production de la marque,,. Depuis, la capacité de production a été régulièrement accrue.
De nouvelles installations ont été implantées dans la Vallée de la Loire et la région d’Angers. Ainsi, au début des années 2000, Longchamp ouvre trois nouveaux sites industriels : l'un à Combrée en Maine-et-Loire, un autre à Château-Gontier en Mayenne et le 3e à Pouzauges (transfert site de Montournais) en Vendée.
En deux ans, la maison multiplie sa capacité de production. La marque agrandit ses bâtiments et en construit d'autres. Le bâtiment d'Ernée, qui compte 120 employés, voit sa surface passer de 7 000 à 10 000 m2. La même année, Longchamp construit une base logistique de plus de 10 000 m2 à Segré pour stocker et distribuer les articles produits sur place et dans les autres sites de la marque.
L'usine de Château-Gontier, qui s'étend sur 7 000 m2, accueille une centaine de salariés. L'atelier produit 550 sacs Le Pliage par jour et 800 sacs à main par semaine en 2012. Il livre ensuite les produits réalisés au pôle logistique de Segré, qui gère, stocke et expédie les commandes à travers le monde.
En 2012, Longchamp investit près de 20 millions d'euros pour construire un nouveau bâtiment de 23 000 m2 destiné au stockage à Segré. Tous les sacs passent par ce site. Avec ses 45 000 m2, il est le plus important de la marque. 400 personnes y travaillent quotidiennement.
Sur les 3 000 employés de l'entreprise, la moitié assure la production et l'expédition des produits. Si le principal site de production est celui de Segré, tous les ateliers sont formés à l'ensemble des gammes de maroquinerie de la maison.
Longchamp compte six sites de production à Segré, Combrée (fermé en 2021), Château-Gontier, Ernée, Montournais et Rémalard,,. 20 % de la production est réalisée à l'étranger. Là-bas ne sont confectionnés que les bagages à roulettes et de la petite maroquinerie de poche, nécessitant peu de savoir-faire. Selon le magazine Capital cependant, en 2015, plus de 40 % de la production des sacs provient d'ateliers de Tunisie, de l'Île Maurice, de Roumanie ou de Chine.
La fabrication de sacs en cuir nécessite de maîtriser beaucoup d'opérations. Longchamp recherche et forme toujours de nouvelles recrues pour ses ateliers en France. Un atelier-école a ainsi été ouvert en 2011.
En septembre 2018, Longchamp inaugure un nouveau site de production de 7 000 m2 à Pouzauges, en Vendée. Il s'agit du sixième atelier de l'entreprise en France. Cette nouvelle unité de production comprend également un centre de formation.

### Distribution
À ses débuts, la marque préfère investir dans la force de vente plutôt que dans la publicité. Longchamp s'implante alors dans les grands magasins et les enseignes multimarques. Puis, la marque change de stratégie. Face au nombre de références, Longchamp décide d'ouvrir ses propres boutiques afin de présenter l'ensemble de ses collections.
La première boutique à être inaugurée en France, ouvre ses portes en 1988 au rue Saint-Honoré à Paris. La marque développe alors un réseau de magasins mono-marques qui s'ajoute aux distributeurs existants (grands magasins, boutiques dans les aéroports). En 2000, la boutique parisienne déménage au 404 rue Saint-Honoré.
La « Maison Unique Longchamp » est créée en 2006, à l'occasion de l'ouverture de la centième boutique dans le quartier de SoHo à New York. Le designer anglais Thomas Heatherwick est choisi pour la réalisation de ce projet,. « La Maison Unique » dévoile l'univers de la marque sur 500 m2 dans un immeuble des années 1930.
Sept ans plus tard, Longchamp ouvre une boutique à Hong Kong surnommée « La Maison 8 ». Située au cœur du quartier des magasins de luxe, elle est le 2e plus grand magasin de la marque dans le monde, après celui de New York.
En décembre 2014, une nouvelle boutique ouvre à Paris sur l'avenue des Champs-Elysées. Avec ses 500 m2, elle détrône celle ouverte un an plus tôt à Londres et devient le plus grand point de vente de la marque en Europe,. Elle présente les produits de la marque, répartis sur deux étages,. Il s'agit du 5e magasin amiral inauguré en Europe après Londres, Barcelone, Rome et Munich.
Longchamp est présente dans une centaine de pays. Ces dernières années, la marque s'est fortement implantée à l'international en ouvrant 15 à 20 boutiques par an à l'étranger. L'entreprise compte des boutiques dans des emplacements prestigieux comme la Piazza di Spagna à Rome, New Bond Street à Londres, Passeig de Gràcia à Barcelone.
En novembre, Longchamp rouvre sa boutique historique parisienne "La Maison Saint-Honoré". Pendant la durée des travaux de rénovation, la façade du bâtiment a été recouverte par une œuvre de l'artiste Ryan McGinness,.
Au total, la marque dispose de 1 500 points de vente à travers le monde, dont 300 boutiques en propre. La maison compte 69 boutiques en France et 20 filiales de distribution dans le monde.

### Contrefaçon
En proie à de nombreuses copies, Longchamp lance en moyenne trois actions en justice par an aux États-Unis, visant à lutter contre les faux sacs de la marque vendus notamment sur Internet,.

### Chiffres financiers
En 2001, l'entreprise familiale réalise 150 millions d'euros de chiffre d'affaires. La maison connaît alors une augmentation de 39 % par rapport à l'année précédente. Trois ans plus tard, l'entreprise continue sa progression et enregistre une croissance de 10 %, pour atteindre 160 millions d'euros de chiffre d'affaires.
Malgré la crise, la marque poursuit son envolée. En 2009, la marque affiche 260 millions d'euros de chiffre d'affaires. En trois ans, les ventes du maroquinier bondissent de 50 %.
De 2010 à 2013, Longchamp progresse de plus de 75 %. Rien qu'en 2010, les ventes de Longchamp augmentent de 23 %, pour atteindre 321 millions d'euros. Ce bond s'explique notamment par la collection dessinée par la top model Kate Moss. Un an plus tard, le chiffre d'affaires de la marque grimpe encore pour atteindre 391 millions d'euros,.
Longchamp poursuit son développement à l'aide de son positionnement. La marque continue également sa stratégie de diversification et propose des accessoires, du prêt-à-porter et des chaussures dont elle lance une collection en 2012. Cette année-là, l'entreprise réalise 454 millions d'euros de chiffre d'affaires,.
Un an plus tard, Longchamp progresse encore et affiche 463 millions d'euros de chiffre d'affaires. Cette croissance est notamment portée par la forte augmentation de points de vente en Europe, où elle réalise 60 % de ses ventes. La France, de son côté, est alors la première clientèle de la marque.
Longchamp réalise 566 millions de chiffre d'affaires en 2015,. Les sacs à main et bagages assurent 85 % du chiffre d'affaires de la maison.

### Répartitions des ventes
La marque réalise 70 % de ses ventes à l'étranger. L'Europe est le premier marché de la maison et représente à elle seule les deux tiers du chiffre d'affaires de la maison.
Si Longchamp réalise 30 % de son chiffre d'affaires en France, le potentiel de croissance de la marque se situe en Asie, où les ventes augmentent de 25 %. En 2014, les Chinois représentent la deuxième clientèle de la marque après les Français et devant les Américains. En Chine, la marque est présente à travers une vingtaine de magasins.

## Direction
En 1972, Philippe Cassegrain reprend les rênes de l'entreprise créée par son père. Les autres enfants du fondateur (Jean-François, Brigitte et Dominique) prennent également le relais et aident leur frère dans ses fonctions.
En 2004, Philippe et sa femme Michèle continuent de diriger la société. Sophie, Jean et Olivier - leurs enfants - s'investissent à leur tour dans l'entreprise.
En 2016, la maison est encore présidée par Philippe Cassegrain, parfois surnommé «Monsieur Philippe », qui participe toujours à plein temps à l'élaboration de nouveaux modèles,. Son épouse Michèle, qui a dirigé le réseau des boutiques Longchamp en Europe pendant plusieurs années, s'éteint en novembre 2016.
En 2020, la maison est présidée par Jean Cassegrain épaulé par sa soeur et son frère ainsi que leurs enfants. 
Longchamp est gérée par les deuxième et troisième générations. Jean codirige la société avec son père en tant que directeur général. Sophie Delafontaine assure les fonctions de directrice générale et directrice artistique. Petite-fille du fondateur, elle est à la tête du bureau de style qui élabore toutes les collections. Quant à Olivier, installé à New York, il dirige les boutiques américaines,,.

## Communication
Longchamp s’est plusieurs fois associée à des artistes ou des créateurs pour imaginer de nouvelles collections en édition limitée. Ainsi, en 1971, l'artiste franco-russe Serge Mendjisky appose des patchworks de cuir sur les sacs.
Dans les années 2000, les campagnes de publicité mettent en scène Lily Cole, Kate Moss à partir de 2006, puis Audrey Marney en 2010 et Alexa Chung en 2013,. Madonna et Claudia Schiffer s'affichent également avec des sacs Longchamp.
En 2006, la marque lance Le Rival ; pour le commercialiser, Longchamp fait appel au mannequin Kate Moss. La collaboration se poursuit au fil des années.
En 2004, la marque entame sa collaboration avec le designer Thomas Heatherwick. Il invente le « Zip Bag », un sac construit autour d'une longue fermeture Éclair. Quelques années plus tard, la maison lui confie la réhabilitation de sa boutique à SoHo à New York.
En 2008, à l'occasion de ses 60 ans, Longchamp fait appel à l'artiste belge Jean-Luc Moerman pour sa collection LM,.